# Saijō no Meii
 (mars 2020).
Si vous disposez d'ouvrages ou d'articles de référence ou si vous connaissez des sites web de qualité traitant du thème abordé ici, merci de compléter l'article en donnant les références utiles à sa vérifiabilité et en les liant à la section « Notes et références ».
Le Meilleur Chirurgien (最上の命医, Saijō no Meii) est un manga shōnen créé par Takashi Hashiguchi. Cette série a débuté dans le numéro 1 du Shōnen Sunday morning 2008 (publié en décembre 2007).

## Histoire
Mikoto Saijō a été sauvé quand il était enfant par un talentueux chirurgien. Après son rétablissement, il a décidé de dédier sa vie à devenir le meilleur chirurgien pédiatrique au monde.
Après avoir obtenu son diplôme aux États-Unis, Mikoto retourne au Japon et est engagé par l'hopital central Heisei, qui a récemment perdu son département de chirurgie pédiatrique. L'objectif de Mikoto est désormais de rétablir ce département, malgré l'opposition du directeur adjoint de l'hôpital.

## Personnages
Mikoto Saijō : A été soigné quand il était petit par un prestigieux docteur et se décide à devenir chirurgien pédiatrique. Il est allé faire ses études aux  États-Unis et y a obtenu le MSA awards. C'est un prestigieux docteur. 
Maria Sena : A rejoint le Dr. Saijou dans son entreprise de recréer le service pédiatrique de l'hôpital central Heisei récemment fermé. Infirmière idiote, elle s'avère très gentille et attachante. 
Mamoru Shindou : C'est le docteur qui a opéré Saijo quand il était enfant. Il détient de nombreuses récompenses pour ces opérations prestigieuses et rapides. 
Kiryuu Sadame : Le sous-directeur de l'hôpital Heisei. Il souhaite fermer le département pédiatrique qui selon lui couterait trop cher car les enfants sont difficiles à soigner. 
Kiryuu Ayame : Petit frère de Kiryuu Sadame, il rejoint le docteur Saijo tout en continuant d'opérer dans son service de chirurgie cardio-vasculaire. 
Docteur Sakamoto : Nouveau directeur du service pédiatrique de l'hôpital Heisei. Son fils est hospitalisé en permanence à cause d'une ablation qu'on a dû lui faire à l'intestin grêle ce qui fait qu'il ne peut plus se nourrir sans intraveineuse. Le docteur Saijo soignera le garçon ce qui lui vaudra le respect du docteur Sakamoto qui avait été nommé par Sadame pour détruire le service pédiatrique. Sakamoto se consacrera alors complètement à la pédiatrie. 